# Markoldendorf
Markoldendorf ist ein Ortsteil der 1974 durch eine Gebietsreform vergrößerten Stadt Dassel im Landkreis Northeim (Südniedersachsen). Vor 1974 hatte er den Status eines Fleckens.

## Geografie
Markoldendorf liegt zwischen den Städten Dassel und Einbeck an den Flüssen Ilme und Bewer, die östlich von Markoldendorf zusammenfließen. Die Feldmark wird vorwiegend land- und forstwirtschaftlich genutzt. Im Norden des Fleckens liegt der Steinberg (172 m). Die ortsumgebende Niederung bezeichnet man geologisch als Einbeck-Markoldendorfer Becken und naturräumlich als Ilme-Senke, die dann in den Leinegraben übergeht.

## Geschichte

### Ur- und Frühgeschichte
Im östlich des heutigen Markoldendorf gelegenen Ortsteil Oldendorp befindet sich ein regionalgeschichtlich hochrangiges archäologisches Bodendenkmal. Es ist als einer der frühen Zentralorte des Einbeck-Markoldendorfer Beckens anzusehen. Es handelt sich um einen mehrperiodigen Fundplatz, dessen älteste Streufunde bis in das Spät- bzw. Jungpaläolithikum und in das Mittel- und Jungneolithikum zurückreichen. In der ausgehenden Latènezeit des 1. Jahrhunderts entwickelte sich hier eine Siedlung, die bis in das 9. Jahrhundert der Karolingerzeit Bestand hatte. Auch das St.-Martin-Patrozinium der Kirche und der ehemalige Erzpriestersitz weisen auf die frühe Bedeutung des Ortes hin. Am Steinberg lassen sich Anfänge der Eisenerzeugung wie im Solling bis in die Zeit vor Christi Geburt durch Hinweise auf Schlacke- und Keramikfunde nachweisen.

### Mittelalter

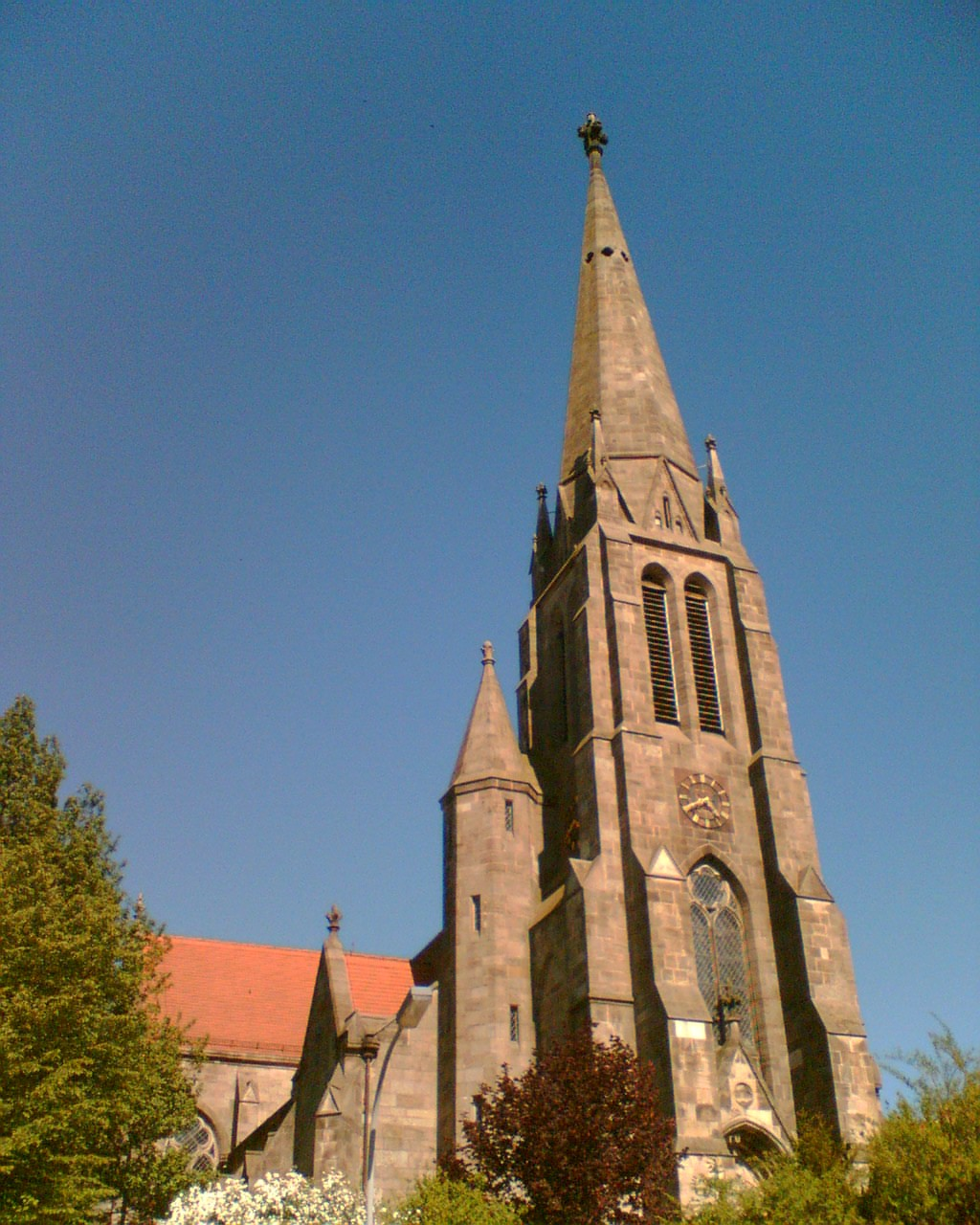
Evangelisch-lutherische St.-Martin-Kirche von 1869 im Ortsteil Oldendorf

Oldendorf ist der wesentlich ältere Ortsteil, der schon um 1000 im Suilbergau als Gerichtsstätte genutzt wurde. Neben dieser Gerichtsstätte wurde ein Gotteshaus errichtet, die spätere Martinskirche.
Die Lage der Ortschaft war günstig, denn sie lag direkt am Hellweg, der bis nach Leipzig führte und eine Verbindung zwischen Ost- und Westdeutschland herstellte. 300 Jahre war das Alte Dorf der Ort des Gerichtes. Simon von Dassel besaß hier Hufen, und 1310 nahm er den Steinberg vom Verkauf der Grafschaft aus. Auch kirchlich entwickelte sich die Lage der Ortschaft positiv. Die Tempelherren zu Moringen zogen in das Ilmetal und bauten eine Wehrkirche in Oldendorf. Sie war als Sedeskirche des Petersstiftes Nörten der kirchliche Mittelpunkt des Ilmetals. Aus den umliegenden Dörfern zogen Bauern jedes Jahr zur Messe nach Oldendorf und so siedelten sich immer mehr Handwerker in Oldendorf an. Diese Siedlung am Nordufer der Ilme wurde wegen ihrer neu erlangten Marktrechte 1315 Markoldendorf genannt. Neben dem Marktrecht wurde Markoldendorf im 14. Jahrhundert auch die Braugerechtsamkeit zugesprochen. Damit erhielten sie die Freiheit Bier zu brauen, welches im Mittelalter Hauptnahrungsmittel war. Die neuen Privilegien des Dorfes wurden jedoch durch eine jährliche Zahlung von 10 Mark Einbeckscher Währung ermöglicht. Des Weiteren musste sich Markoldendorf mit dem Vogt zu Hunnesrück absprechen.
Der heutige Dorfkern Markoldendorf nördlich der Ilme ist seit 1437 Flecken. Bis 1939 war das Dorf Oldendorf unmittelbar südlich der Ilme eine eigenständige Ortschaft. Bis dahin war die Ilme die lokale Grenze.

### Neuzeit

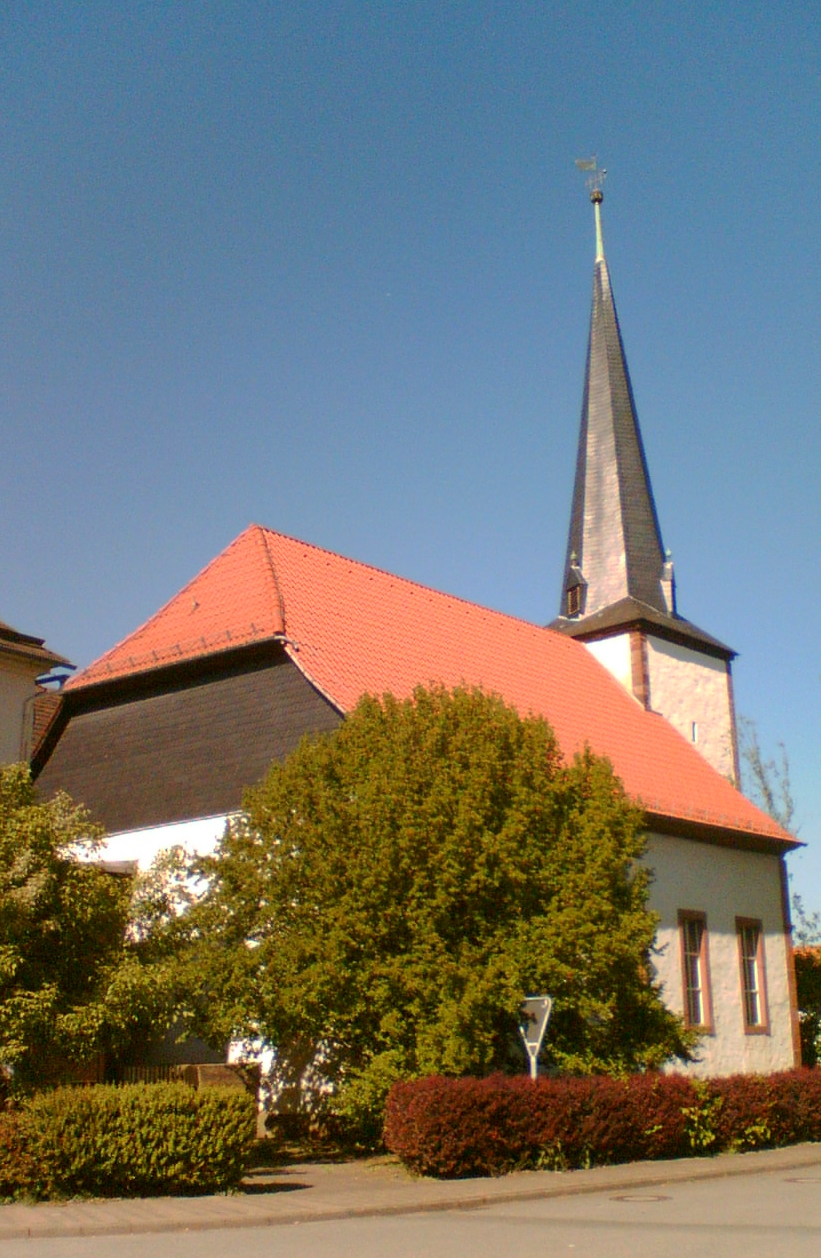
Ehemalige Marienkapelle von 1779, nähe Alter Markt

1575 wurde in Markoldendorf eine Lateinschule eröffnet. Der Ort wuchs prächtig, doch der Dreißigjährige Krieg richtete schweren Schaden an. 1626 wurden beim Durchzug einer Armee Tillys 45 Häuser zerstört, und dreimal musste die Markoldendorfer Bevölkerung nach Einbeck fliehen, um sich zu schützen. Der Krieg hatte alle Prediger und Lehrer aus der Ortschaft vertrieben, den Bauern fehlte es an vielem.
Am 3. November 1723 fielen große Teile Markoldendorfs einem Brand zum Opfer. Einem alten Gildenbuch zufolge wurden alle bis auf vier Häuser zerstört. 1779 musste die Markoldendorfer Marienkapelle neu gebaut werden.
In der Zeit westphälischer Herrschaft 1809–1813 hatte der Ort stark an Attraktivität verloren. Markoldendorf erzielte damals 250.000 Taler durch den Handel mit Leinen. Nach dem Wiener Kongress gehörte Markoldendorf dem Königreich Hannover an und bekam eine selbstgewählte Verwaltung. Der Leinenhandel und die Weberei blühten in Markoldendorf; auf dem Steinberg wurde Toneisenstein nahe Belemniten-haltigem Lias auf der Basis von Sub-Planicosta-Sandstein abgebaut. Von 157 Betrieben waren zu dieser Zeit 82 Leinenweber und knapp zwei Drittel der Familien waren Gewerbetätige. Die Regierung in Hannover gewährte Markoldendorf 5 Gilden, somit blühte der Markt in der Ortschaft auf. 1833 wurden die Bauern in Markoldendorf befreit. Sie konnten sich durch eine Einmalzahlung des 25-fachen ihrer Jahreslast freikaufen. Zwischen 1867 und 1869 entstand der Neubau der St.-Martin-Kirche.
In der Zeit von 1939 bis 1947 wurde im Tagebau am Steinberg mit Hilfe von Fremdarbeitern minderwertiges Eisenerz gefördert. Die Förderung des nur 30 % haltigen Eisenerzes (im Vergleich zum schwedischen 70 % Eisenerz) war nie rational wirtschaftlich und nur der Kriegswirtschaft und den Autarkiebestrebungen der Nationalsozialisten geschuldet. Kurz nach Ende des Zweiten Weltkrieges wurden die Eisenerzförderung und der Transport der Eisenerzes in die Reichswerke Hermann Göring von Markoldendorf aus auch eingestellt. 
Gegen Ende des Zweiten Weltkrieges wurde das südliche Niedersachsen zum Kriegsschauplatz, nachdem die Amerikaner die Weser überquert hatten. Am zweiten Ostertag, 2. April 1945, wurde noch eine Kundgebung in der überfüllten und mit Fahnen geschmückten Kirche abgehalten. Volkssturmführer und NSDAP-Ortsgruppenleiter gaben die Parole „Siegen oder Sterben!“ aus und verboten jede Kapitulation. Im Laufe der nächsten Woche wurden noch vier Panzersperren (bei Schmied Dehne, im Bruchtor, bei Eicke und bei Keunecke) errichtet. Einige Soldaten unter Führung eines Majors, die den Ort verteidigen wollten, nahmen ihr Quartier im Ratskeller. Am 10. April näherten sich in den Morgenstunden zwei amerikanische Panzer und schossen zwei Feldscheunen in Brand, in denen deutsche Soldaten lagen. Diese reagierten mit Maschinengewehrfeuer. Die Bruchmühle erhielt Treffer durch Sprenggranaten. Die amerikanischen Panzer fuhren in den Ort ein und besetzten ihn. Bei der Verteidigung Markoldendorfs fielen drei deutsche Soldaten, die am 13. April 1945 auf dem örtlichen Friedhof beigesetzt wurden.
1967 wurde die Heilig-Geist-Kirche für die katholische Gemeinde gebaut. Von 1988 bis 1994 wurde die St.-Martin-Kirche von Grund auf saniert.
Der Flecken Markoldendorf wurde am 1. März 1974 in die Stadt Dassel eingegliedert.

### Bevölkerungsentwicklung
- 1848: 1629 Einwohner, davon Markoldendorf 1117; Oldendorf: 512[9]
- 1885: 0933 Einwohner
- 1925: 0974 Einwohner
- 1933: 0985 Einwohner
- 1939: 1365 Einwohner (am 1. April 1939 mit Oldendorf zusammengelegt)
- 1961: 2298 Einwohner[8]
- 1970: 2435 Einwohner[8]
- 1971: 2452 Einwohner[10]

Nach der Zusammenlegung von 1939 ist das so entstandene Markoldendorf seit 1974 nicht mehr selbstständig, sondern ein Ortsteil der neu gegründeten Stadt Dassel.

## Politik

### Ortsrat
Markoldendorf hat einen elfköpfigen Ortsrat, der seit der Kommunalwahl 2021 ausschließlich von Mitgliedern der "Gemeinsamen Liste Markoldendorf" besetzt ist. Die Wahlbeteiligung lag bei 61,93 Prozent.

### Ortsbürgermeister
Ortsbürgermeister von Markoldendorf ist seit 2016 Uwe Jahns.

### Wappen
Das Wappen Markoldendorfs ist ein silbernes Schild, welches an der linken Seite rot und an der rechten Seite gelb ist. In der Mitte steht eine rot-blau gekleidete Muttergottes mit Zepter in der rechten und dem Christuskind in der linken Hand.
Die gelben und roten Farbstreifen erinnern an die Zugehörigkeit der beiden historischen Orte zum Hochstift Hildesheim. An die Funktion des Ortes Oldendorf als kirchlicher Mittelpunkt im Archidiakonat Nörten erinnert die Wahl eines kirchlichen Motives für das Ortswappen. Der andere historische Ortsteil, Markoldendorf, ist durch Maria (Mutter Jesu) im Wappen repräsentiert.

## Infrastruktur

### Bildung
Die grundlegende Bildung ist mit dem evangelisch-lutherischen Kindergarten und der Kleeblattgrundschule, seit 2011 Ganztagsschule, gewährleistet. Der weitere Bildungsweg kann innerhalb des Stadtgebietes Dassel zum einen im Haupt- und Realschulzweig auf der Rainald-von-Dassel-Schule oder zum anderen auf dem Gymnasium Paul-Gerhardt-Schule Dassel fortgesetzt werden sowie auf weiteren Schulen außerhalb des Stadtgebietes. Im örtlichen Gemeinschaftshaus wird eine Zweigstelle der Stadtbücherei Dassel betreiben.

### Sportanlagen
Den Bürgern steht eine umfangreiche Infrastruktur an Sport- und Freizeitstätten zur Verfügung. Unter anderem eine zentrale Sportstätte mit drei Tennisplätzem, samt Vereinsheim, drei Fußballplätzen mit anliegenden Leichtathletikstätten, eine Turnhalle und ein Clubhaus. Hinzu kommt im nordwestlichen Teil des Ortes ein beheiztes Freibad. Durch den Ort führt der Europaradweg R1.

### Verkehr

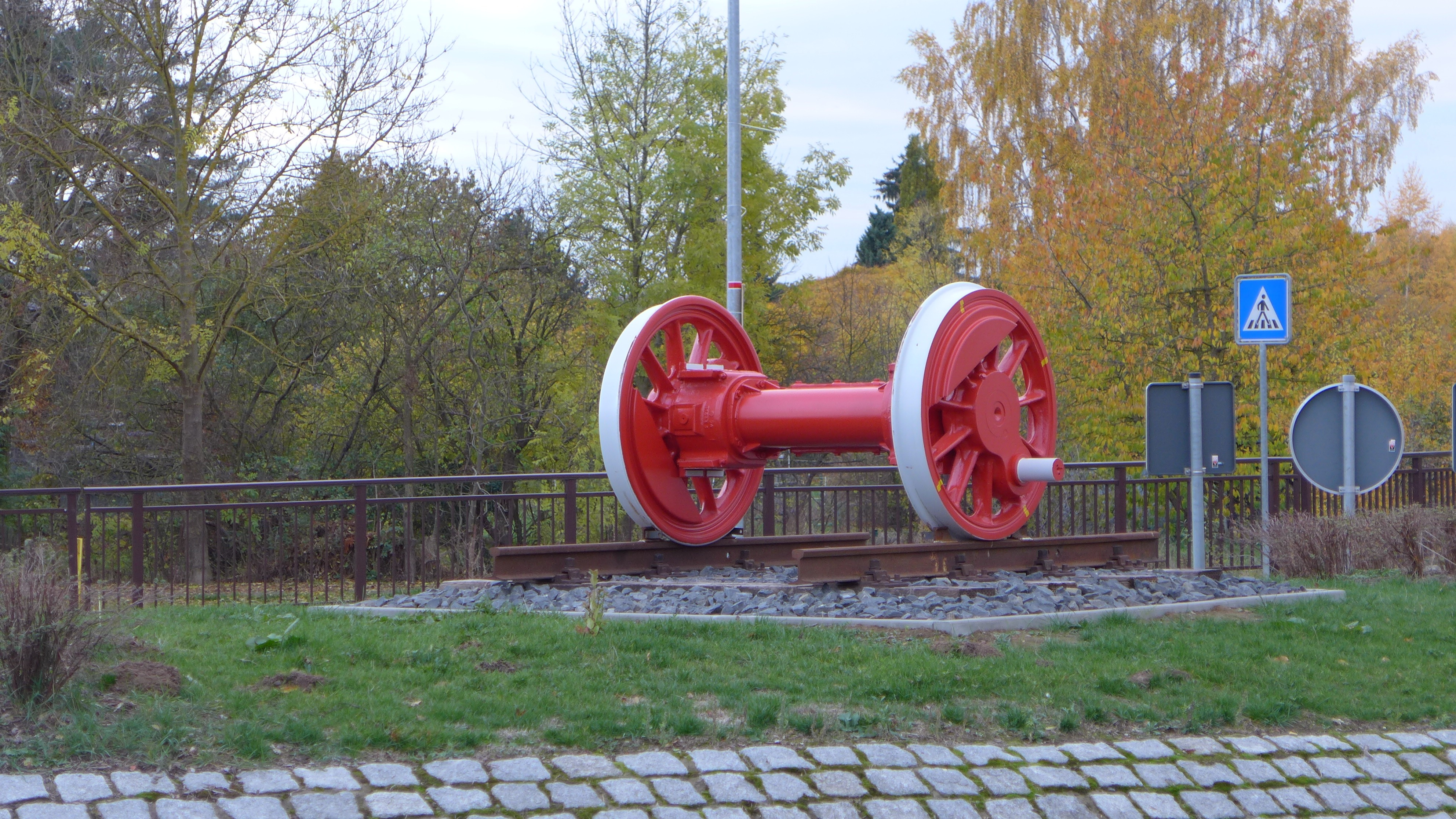
Bahndenkmal Markoldendorf

Zwischen 1883 und 2003 verband die Ilmebahn, eine 13,1 km lange, eingleisige Eisenbahnstrecke, Dassel und Einbeck; bis 2004 noch Markoldendorf und Einbeck. Am 31. Mai 1975 wurde der Personenverkehr und am 20. Dezember 2002 auch der Güterverkehr eingestellt und die Strecke daraufhin stillgelegt. Nächster Bahnhof ist nun Einbeck Mitte, bedient durch die Linie RB 86.

## Kultur und Sehenswürdigkeiten

### Sehenswürdigkeiten

#### Kirchen
- Marienkapelle, 1779 erbaut. Ihre Orgel wurde von Rudolf Janke restauriert. Das Gebäude war mit Dachgauben ausgestattet, die in einer späteren Renovierung entfernt wurden.[12] Nach Zustimmung der zuständigen kirchlichen Gremien sollte sie in ein Kolumbarium umgebaut werden.[13] Nachdem schwere Schäden im Dachstuhl festgestellt wurden, ist seit 2014 keine Nutzung des Gebäudes mehr möglich.[14] Landessuperintendent Eckhard Gorka schloss die Kapelle am 23. Februar 2019 offiziell.
- St.-Martin-Kirche, 1867–1869 errichtet nach Plänen von Conrad Wilhelm Hase. Sie ersetzte eine baufällig gewordene ältere Kirche, deren Flügelaltar aus dem 15. Jahrhundert erhalten ist und zum Bestand des Niedersächsischen Landesmuseums gehört.[15] Unter dem Fußboden dieses Kirchengebäudes wurden während des Abbruchs Kapitelle einer Vorgängerkirche im Stil der Romanik gefunden.[16] Die 1869 geweihte Kirche wurde aus hellgrauem Sandstein errichtet, der im Solling in Steinbrüchen am Speerberg und nahe Lauenberg abgebaut wurde.[17] Es handelt sich um eine Pseudobasilika mit Querhaus und Orgel Wilhelm Furtwänglers sowie vier Glocken. 1988–1994 fand eine grundlegende Sanierung statt. 2013 und 2014 nisteten auf ihrer Turmspitze das in Deutschland einzige Paar von Störchen, das auf der Spitze eines Kirchturms nistete.[18] Aus Gründen der Verkehrssicherheit wurde der Nistplatz dann entfernt und ein künstlicher Horst in der Nähe des Ortes aufgestellt.[19]

#### Weitere Bauwerke
Die noch erhaltenen Fachwerkbauten aus dem 18./19. Jahrhundert sind augenfällig um die Plätze Alten und Neuen Markt gruppiert. Die Gebäudeensembles werden von Ratskeller und Gemeindehaus ergänzt und sind über das historische Bauwerk der Ilme-Brücke zugänglich.

### Religion

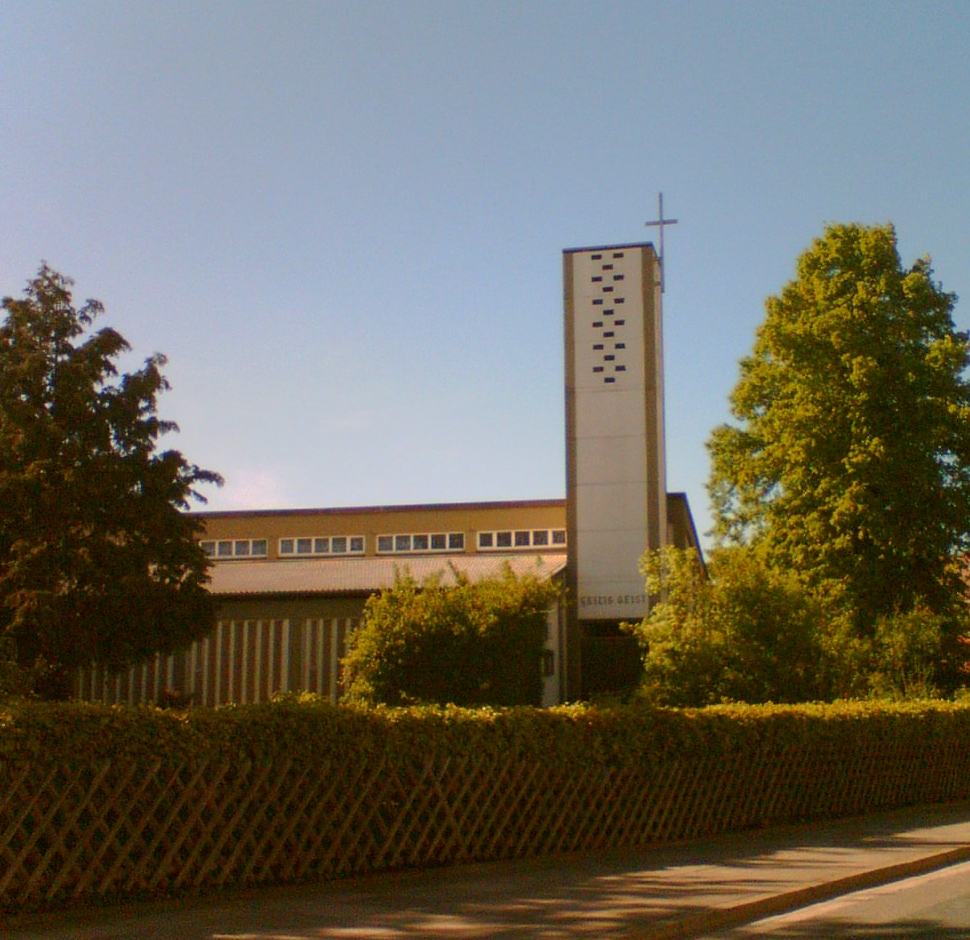
Heilig-Geist-Kirche

#### Christentum
Die evangelisch-lutherische Kirchengemeinde Markoldendorf, die seit der Reformation den mit Abstand größten Anteil der hiesigen Gläubigen stellt, gehörte zum Kirchenkreis Leine-Solling und nutzt die St.-Martin-Kirche und die Marienkapelle. Der Gemeinde angegliedert waren die umliegenden Dörfer Ellensen, Eilensen, Krimmensen, Hoppensen und Wellersen. Am 1. Juni 2012 wurde die Gemeinde mit der St.-Laurentius-Kirchengemeinde in Dassel, der St.-Trinitatis-Kirchengemeinde in Sievershausen und der Kirchengemeinde in Hoppensen zur neuen Evangelisch-lutherischen Emmaus-Kirchengemeinde Dassel-Solling vereinigt.
Seit der Reformation wurden die Katholiken zu einer kleinen Minderheit, was sich auch durch Zuzüge von Vertriebenen, Spätaussiedlern und Gastarbeitern nach dem Zweiten Weltkrieg kaum änderte, jedoch die Gründung der Pfarrvikarie Heilig Geist zur Folge hatte, die zur Pfarrgemeinde St. Michael Dassel gehörte. 1967 wurde an der Wellerser Straße die Heilig-Geist-Kirche errichtet, ausgeführt in Fertigteilbauweise mit Eingangsturm. Seit 2004 gehörte die Kirche zur Pfarrgemeinde St. Josef in Einbeck, bis sie im Februar 2022 profaniert wurde.

#### Andere Konfessionen
Von einer kleinen jüdischen Gemeinde vor dem Zweiten Weltkrieg zeugt ein jüdischer Friedhof. Nach dem Krieg zogen Mitglieder weiterer Glaubensrichtungen zu.

### Vereine
Das sportliche Leben wird in der Gemeinde vom Sportverein MTV Markoldendorf e. V., dem Schützenverein Markoldendorf e. V. und dem Förderverein des Freibades Markoldendorf e. V. gestaltet. Zu den weiteren Vereinen gehört der Gesangsverein.

### Regelmäßige Veranstaltungen
Jährlich wird ein meist über 15 m hoher Maibaum vor dem Ratskeller auf dem Alten Markt aufgestellt.

## Persönlichkeiten

### Söhne und Töchter des Ortes
- Eduard Twele (1806–1871), lutherischer Theologe
- Karl Kumm (1874–1930), Missionar und Afrikaforscher

### Mit dem Ort verbunden
- Ernst Wilhelm Krome (1714–1784), Bürgermeister und Kaufmann in Markoldendorf
- Heinrich Christoph Arnold Krome (1742–1811), dessen Sohn, Bürgermeister und Kaufmann in Markoldendorf
- Friedrich Gottlieb Crome (1776–1850), deutscher lutherischer Theologe und Autor
- Gerhard Jungmann (1910–1981), deutscher Arzt und Politiker; ließ sich 1938 als praktischer Arzt in Markoldendorf nieder und hatte dort bis zu seinem Lebensende seinen Wohnsitz
- Vicco von Bülow genannt Loriot (1923–2011), Schauspieler, Regisseur, Autor; arbeitete nach Ende des Zweiten Weltkriegs einige Monate in Markoldendorf als Holzfäller im Solling[21]